# Streblocera hsiufui
Streblocera hsiufui är en stekelart som beskrevs av You 1999. Streblocera hsiufui ingår i släktet Streblocera och familjen bracksteklar. Inga underarter finns listade i Catalogue of Life.